# Bernhard von Kugler
Bernhard von Kugler, född 14 juni 1837 i Berlin, död 7 april 1898 i Tübingen, var en tysk historiker; son till Franz Kugler.  
Kugler blev 1867 extra ordinarie och 1874 ordinarie professor i historia vid Tübingens universitet. Hans främsta historiska arbetsområde var korstågens tid, som han behandlade dels i en mängd specialarbeten (särskilt om Albert av Aachen och dennes fantastiska skildringar av andra korståget), dels i det sammanfattande verket Geschichte der Kreuzzüge (1880; andra upplagan 1891). Han sysslade även med äldre württembergsk historia och utgav jämte greve Stillfried det populärt hållna patriotiska praktverket Die Hohenzollern und das deutsche Vaterland (två band, 1881-83; sjätte upplagan med fortsättning av Hans Ferdinand Helmolt, 1901).